# Ocho con timonel

Icono usado para representar el ocho con timonel

El ocho con timonel (8+), ocho con o simplemente ocho, es un tipo de embarcación en el deporte del remo, en el cual ocho remeros mueven la embarcación por acción de ocho remos, de forma que cada remero actúa sobre un solo remo, lo que se conoce como remo en punta, en contraposición a remo en couple, en el que cada remero usa un remo con cada mano.
Para que las fuerzas en cada banda del barco estén compensadas, como en el resto de botes de punta, deben colocarse el mismo número de remeros en cada banda, babor y estribor, y normalmente esto se hace colocando alternativamente un remero a babor y uno a estribor, desde la popa a la proa.
Por otra parte el ocho con timonel, como su nombre indica, incluye un timonel, que es parte de la tripulación aunque no participe directamente en la propulsión de la misma. Habitualmente, en el ocho, se suele sentar en la popa mirando hacia la proa, de cara al resto de la tripulación, que se sienta de espaldas al movimiento de la embarcación. La tarea del timonel es gobernar el timón del barco, animar y dirigir al equipo de remeros, marcando ritmo, tiempo o cualquier estrategia que se deba aplicar en las regatas o entrenamientos.
Un ocho tiene una longitud aproximada de 17 m y un peso mínimo de 96 kg y suele ser la modalidad de remo olímpico más rápida. También se suele considerar la «prueba reina» por ser una de las más vistosas y espectaculares. También por esto puede ser la modalidad más emblemática del remo y la que protagoniza mucha de las regatas más famosas del mundo, como la Regata Oxford-Cambridge, o en España la Regata Sevilla-Betis.